# Елізабет Джордж
Елізабет Джордж (англ. Susan Elizabeth George) — американська письменниця детективного жанру, дія творів якої відбувається у Великій Британії. Найбільш відома завдяки серії романів про інспектора Томаса Лінлі. 21-ша книга серії вийшла в світ у січні 2022 року. Перші 11 були адаптовані BBC для телебачення як епізоди телесеріалу «Розслідування інспектора Лінлі» (The Inspector Lynley Mysteries).

## Біографія
Народилася у Воррені, штат Огайо, як друга дитина Роберта Едвіна та Анни (уродженої Рівель) Джордж. У неї є старший брат, письменник Роберт Рівель Джордж. Її мати була медсестрою, а батько менеджером конвеєрної компанії. Сім'я переїхала в район затоки Сан-Франциско, коли Елізабет було 18 місяців, оскільки її батько хотів втекти від клімату Середнього Заходу.
Вона вивчала англійську мову, отримала сертифікат викладача Каліфорнійського університету у Ріверсайді. Викладаючи англійську мову в державних школах, отримала ступінь магістра з консультування та психології.
У 2004 році отримала ступінь почесного доктора з вивчення людських листів Каліфорнійського публічного університету Фуллертон (California State University, Fullerton), а в 2010 році — почесний ступінь магістра образотворчого мистецтва Північно-західного інституту літературного мистецтва (Northwest Institute of Literary Arts). У 1997 році заснувала Фонд Елізабет Джордж.
Одружилася з Іра Джеєм Тойбіном у 1971 році, вони розлучилися в 1995 році. Зараз Джордж одружена з Томом Маккейбом.
Її першим опублікованим романом був «Велике звільнення» (A Great Deliverance) (1988). У ньому з'явилися детектив-інспектор Томаса Лінлі, його напарниця, сержант-детектив Барбара Гаверс, обидва зі Скотленд-Ярду; Хелен Клайд, подруга Лінлі, а потім і його дружина; і колишній шкільний друг Лінлі, криміналіст Саймон Сент-Джеймс і його дружина Дебора. Цей роман отримав премію Агати в номінації «Найкращий перший роман» в 1988 році та премію Ентоні в такій же номінації в 1989 році.

## Твори

### Серія інспектора Лінлі
- Payment in Blood[en] (Пофарбоване кров'ю) (1989);
- A Great Deliverance[en] (Велике звільнення) (1989);
- Well-Schooled in Murder[en] (Добре навчений вбивству) (1990);
- A Suitable Vengeance[en] (Підходяща помста) (1991);
- For the Sake of Elena[en] (Заради Єлени) (1992);
- Missing Joseph[en] (Йосип, який пропав) (1992);
- Playing for the Ashes[en] (Гра за попіл) (1993);
- In the Presence of the Enemy[en] (У присутності ворога) (1996);
- Deception on His Mind (Обман в його розумі) (1997);
- In Pursuit of the Proper Sinner (У гонитві за праведним грішником) (1999)
- A Traitor to Memory (Зрадник пам'яті) (2001)
- A Place of Hiding (Місце сховку) (2003)
- With No One as Witness (Без жодного свідка) (2005)
- What Came Before He Shot Her (Що було перед тим, як він її застрелив) (2006)
- Careless in Red (Необережно в червоному) (2008)
- This Body of Death (Це тіло смерті) (2010)
- Believing The Lie[en] (Повірити в брехню) (2012)
- Just One Evil Act[en] (Лише один злий вчинок) (2013)
- A Banquet of Consequences[en] (Бенкет наслідків) (2015)
- The Punishment She Deserves (Покарання, яке вона заслуговує) (2018)
- Something to Hide (Щось приховати) (2022)

### Сага острова Відбей
- The Edge of Nowhere (Край ніде) (2012)
- The Edge of the Water (Край води) (2013)
- The Edge of the Shadows (Край тіней) (2015)

### Збірки оповідань
- The Evidence Exposed (Виявлені докази) (2001)
- I, Richard (Я, Річард) (збірка оповідань)

### Нехудожні твори
- Write Away[en] (Писати дзусь) (2004)
- Mastering the Process — from Idea to Novel (Опанування процесу — від ідеї до роману) (2020)